# Espada de Atila
La Espada de Atila fue un arma legendaria portada por Atila el Huno. El historiador romano Jordanes, citando al historiador Prisco de Panio, cuenta el origen del arma:

Cuando un pastor vio una determinada vaca de su rebaño que cojeaba y no podía encontrar motivo para esa herida, ansiosamente siguió el rastro de sangre y al final llegó hasta una espada que había pisado inconscientemente mientras mordisqueaba la hierba. La clavó en el suelo y se la regaló a Atila. Él se alegró de este regalo y, siendo ambicioso, pensó que había sido nombrado gobernador de todo el mundo y que a través de la espada de Marte tenía asegurada la supremacía en todas las guerras.
 Jordanes, Getica

El uso de "Marte" aquí puede deberse a la interpretación del romano Prisco. Como los hunos no adoptaron los nombres de las deidades romanas, el nombre más probablemente utilizado por los hunos habría sido el más genérico de "espada del dios de la guerra". Leyendas húngaras posteriores se refieren a ella simplemente como "az Isten kardja" (la espada de Dios). La descripción de Prisco es también notable para describir cómo Atila la utilizó como arma militar y como símbolo del favor divino. Esto puede haber contribuido a su reputación como "el azote de Dios". Como el historiador Edward Gibbon ha escrito: "El vigor con que Atila esgrimía la espada de Marte, convenció al mundo de que había sido reservado solo para su invencible brazo." [2] De esta manera se convirtió en algo así como un cetro, y una representación del derecho de Atila a la soberanía.